# Korea Train eXpress

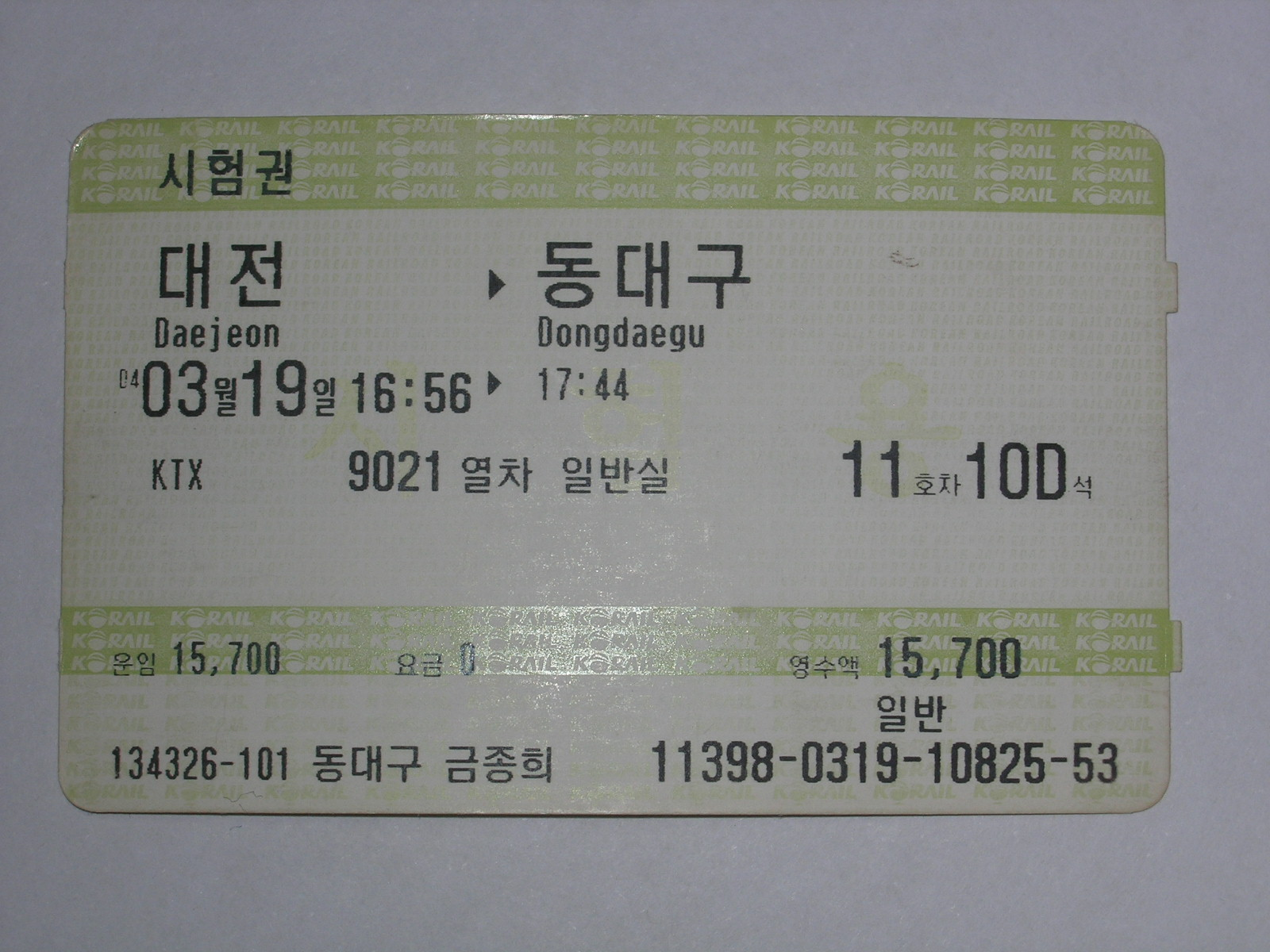
KTX vonatjegy

A Korea Train eXpress vagy rövidítve a KTX, nagysebességű vasúthálózat Dél-Koreában. Jelenleg három vonalból áll, (Kjongbu KTX, Honam KTX, Szuszo (Suseo) nagysebességű vasútvonal), a többi szakasz, illetve további vonalak kiépítése folyamatos.
A legelső vonatok legnagyobbrészt a francia TGV Réseau alapján készültek. Maximális sebességük 350 km/h, de csak 300 km/h-val közlekednek. A járatokat a Korail üzemelteti. A vasút 2004. április 1-jén nyílt meg az utazóközönség számára, hossza jelenleg 877 km.
2016. december 9-én adták át a Szuszo (Suseo) nagysebességű vasútvonalat, mely a Kjongbu nagysebességű vasútvonal alternatívája, a Szuszo (Suseo)–Puszan (Busan) útvonalat 2 óra 9 perc alatt teszi meg.

## Történet
A koreai nagysebességű vasút eredetileg a Szöul és Puszan közötti forgalmi túlterheltséget volt hivatott enyhíteni. 1982-re a két város közötti térségbe tömörült Dél-Korea lakosságának csaknem 66%-a és összpontosult az országos teherforgalom 70%-a és személyforgalom 66%-a. Két tanulmány a városok közötti autópálya és vasút túlterheltségét egy új nagysebességű vasútvonal építésével javasolta megoldani: erre a következtetésre jutott egy 1972–1974 között készült tanulmány, amelyet a francia SNCF és a japán Japan Railway Technical Service szakemberei dolgoztak ki, és egy 1978–1981 között készült tanulmány, amelyet a koreai KAIST egyetem adott ki a régió teherforgalmára összpontosítva. A koreai kormány a tanulmányok javaslatát figyelembe vége foglalta bele a nagysebességű vasút tervét a Szöul és Tedzson közötti kezdeti szakaszon az 1982–1986-os ötéves tervbe.
Az 1983–1984-ben elkészített megvalósíthatósági tanulmány 90 különféle nyomvonalat vizsgált meg, amely legalább 7 és legfeljebb 11 állomást kötött volna össze. A végleges nyomvonalat 1991-ben határozták meg, a projekt költségét 5,8 billió dél-koreai vonra becsülték, ebből 4,6 billió von az infrastruktúra és 1,2 billió a gördülőállomány becsült ára volt. Az építkezés végül 1992. június 30-án kezdődött.

## Járművek
- KTX-I
- HSR-350x
- KTX-II
- HEMU-400x
- KTX-III